# Kálfstindar
Kálfstindar är  bergstoppar i republiken Island. De ligger i regionen Suðurland, 50 km öster om huvudstaden Reykjavík. Den högsta toppen på Kálfstindar är 877 meter över havet.
Trakten runt Kálfstindar är nära nog obefolkad, med mindre än två invånare per kvadratkilometer. Närmaste större samhälle är Laugarvatn, nära Kálfstindar. Trakten runt Kálfstindar består i huvudsak av gräsmarker.